# Christian-Auguste de Palatinat-Soulzbach
Christian-Auguste de Palatinat-Soulzbach, né le 26 juillet 1622 à Sulzbach et mort le 23 avril 1708 dans la même ville, est un prince allemand. Ayant régné 75 ans, 8 mois et 9 jours, il est l'un des monarques européens au règne le plus long.

## Biographie
Christian Auguste est le fils d'Auguste de Palatinat-Soulzbach et d'Hedwige de Holstein-Gottorp. Il succède à son père en 1632. Il était un souverain tolérant, assistant aux offices protestants et aux messes catholiques. En 1666 il autorise le judaïsme dans son duché. Christian Knorr von Rosenroth l'initie à l'étude de la Kabbale. Il permet à Knorr de fonder à Soulzbach une école kabbalistique. Elle jouera un rôle considérable dans la diffusion de la kabbale lourianique en Europe.
Sous son règne, Soulzbach devient un centre intellectuel et industriel.

## Famille
Christian Auguste épouse Amélie de Nassau-Siegen (12 septembre 1615 – 24 août 1669), fille du comte Jean VII de Nassau-Siegen et Marguerite de Schleswig-Holstein-Sonderbourg, le 27 mars 1649 et ont cinq enfants :
1. Hedwige de Palatinat-Soulzbach (15 avril 1650 – 23 novembre 1681) ;
2. Amélie-Marie-Thérèse de Palatinat-Soulzbach (de) (31 mai 1651 – 11 décembre 1721) ;
3. Jean Auguste Hiel (11 décembre 1654 – 14 avril 1658) ;
4. Christian (14 août 1656 – 9 novembre 1657) ;
5. Théodore-Eustache de Palatinat-Soulzbach (14 février 1659 – 11 juillet 1732) marié à Marie-Éléonore de Hesse-Rheinfels.